# Gary Russell
Gary Russell (født 8. september 1986) er en tidligere professionel amerikansk fodbold-spiller fra USA, der spillede tre sæsoner i NFL-ligaen. Han spillede positionen running back.